# Henri Dreyfus-Le Foyer
Pour les articles homonymes, voir Dreyfus.
Henri Dreyfus-Le Foyer, né le 6 mars 1896 dans le 7e arrondissement de Paris et mort le 7 octobre 1969 dans le 1er arrondissement de Paris, est un professeur de philosophie français.
Son nom s'est retrouvé au centre d'une polémique parce qu'on a reproché à Jean-Paul Sartre, qui a été son successeur au lycée Condorcet, d'avoir accepté d’être nommé sur son poste laissé vacant à la suite de son éviction en raison du statut des Juifs édicté le 3 octobre 1940 par le régime de Vichy.

## Biographie

### Jeunesse et famille
Il naît en 1896 dans un milieu de la grande bourgeoisie juive parisienne, sous le nom d'Henri Nathan Dreyfus, fils d'Abraham Albert Dreyfus, négociant, et Marie Renée Loevel (sœur de l'écrivain Maurice Level et cousine germaine de Marcel Schwob), son épouse. Ses parents divorcent en 1906 et l'année suivante, sa mère se remarie avec l'avocat et homme politique (député de Paris en 1909-1910) Lucien Le Foyer. En vertu d'un jugement rendu par le Tribunal civil de la Seine le 1er juin 1932, Henri Dreyfus et son frère Pierre sont adoptés par leur beau-père, d'où l'adjonction du nom Le Foyer à leur patronyme de naissance.
Son frère Pierre Dreyfus-Le Foyer, chirurgien en pneumonectomie à l'hôpital Laennec, se réfugia en 1940 dans une clinique de Guéret (Creuse).

### Carrière
Henri Dreyfus-Le Foyer entre à l'École normale supérieure en 1919. Il est reçu à Ulm dans la promotion spéciale des démobilisés de 1919. Il est reçu premier à l’agrégation de philosophie en 1922 et reçu à l’internat en psychiatrie en 1930. Il est professeur de philosophie aux lycées Condorcet et Henri-IV à Paris. Au cours d'études de médecine, il rédige une thèse intitulée Le Vertige.
En 1940, lorsque la France est envahie et occupée par l'armée allemande, il est professeur de philosophie en khâgne au lycée Condorcet à Paris, où il est en poste depuis 1935. Il est mobilisé de mars à juillet 1940 et promu médecin auxiliaire. Après avoir été démobilisé, il obtient le 30 octobre 1940 une affectation « en repliement » au lycée Ampère à Lyon, en zone libre. Le 15 octobre 1940, Ferdinand Alquié est nommé comme suppléant pour le remplacer à Paris au lycée Condorcet, en plus de son propre service maintenu comme professeur titulaire au lycée Rollin (aujourd'hui lycée Jacques-Decour). Peu après, Henri Dreyfus-Le Foyer reçoit du lycée Ampère la « circulaire concernant le statut des Israélites », puis, le 29 janvier 1941, un arrêté : « Monsieur Dreyfus-Le Foyer Henri, professeur de philosophie au lycée Condorcet, en repliement au lycée Ampère à Lyon, est admis à faire valoir ses droits à la retraite à dater du 20 décembre 1940. […] Par suite de nécessités de service, il sera pourvu définitivement au remplacement de Monsieur Dreyfus-Le Foyer à partir de la même date ». Il est donc révoqué de son poste et destitué de la fonction publique en vertu du « statut des juifs » du 3 octobre 1940.  
En septembre 1941, c'est Jean-Paul Sartre, alors professeur au lycée Pasteur de Neuilly, qui est nommé sur le poste du lycée Condorcet, en classe préparatoire. Cet « effet d'aubaine » au détriment d'un Juif, qu'il ne pouvait ignorer, est l'objet d'une  polémique à la fin du XXe siècle. 
Henri Dreyfus-Le Foyer, quant à lui, s'installe à Lyon, puis dans le département des Hautes-Alpes, notamment à La Chapelle-en-Valgaudemar, où il passe le reste de la guerre en mettant au service des habitants du village et des maquisards ses aptitudes de médecin.  
Après sa réintégration dans l’Éducation nationale à l’automne 1944, il enseigne comme professeur de philosophie au lycée Fénelon, puis dans la khâgne du lycée Henri-IV (à partir de 1945), aux côtés de Henri Birault (khâgne), ainsi que de Maurice Savin et Étienne Borne (hypokhâgne) et au lycée Louis-le-Grand à Paris. 
En 1966, son Traité de philosophie générale reçoit le prix Broquette-Gonin de littérature, attribué par l'Académie française.
Il meurt en 1969 à Paris.

## Œuvres
- « Les conceptions médicales de Descartes », Revue de métaphysique et de morale, Armand Colin, Paris, 1937, pp. 237-286
- Maurice Dorolle et Henri Dreyfus-Le Foyer, Traité de dissertation philosophique, classe de philosophie et première supérieure, Paris, 1947. Réédition 1950, Delagrave.
- Traité de philosophie générale, Paris, Armand Colin, 1965, collection U.